# Рязковци
Ря̀зковци е село в Северна България, община Габрово, област Габрово.

## География
Село Рязковци се намира на около 4 km северно от центъра на град Габрово и около километър североизточно от село Думници. Разположено е в южните подножия на платото Стражата, на около 1,5 km западно от река Янтра преди навлизането ѝ в Стражанския пролом.
До североизточния край на Рязковци се пресичат на две нива два третокласни републикански пътя, при което участък от републикански път III-5004 (обходен път на Габрово) ограничава територията на селото от югоизток, а участък от републикански път III-4403 я ограничава от североизток.
Надморската височина в южния край на Рязковци е около 415 m и нараства на север до около 460 m.

## История
През 1971 г. село Рязковци е закрито и присъединено към Габрово. През 1981 г. селото е отделено от град Габрово и възстановено.

## Население
Населението на село Рязковци наброява 100 души при преброяването към 1934 г. и 109 към 1946 г., намалява до 34 към 1985 г. и след известно нарастване през следващите години наброява 39 души (по текущата демографска статистика за населението) към 2019 г.
Преброяване на населението през 2011 г.
Численост и дял на етническите групи според преброяването на населението през 2011 г.:
|                     | Численост | Дял (в %) |
| Общо                | 45        | 100,00    |
| Българи             | 45        | 100,00    |
| Турци               | 0         | 0,00      |
| Цигани              | 0         | 0,00      |
| Други               | 0         | 0,00      |
| Не се самоопределят | 0         | 0,00      |
| Неотговорили        | 0         | 0,00      |

## Редовни събития
- Празник на селото – 19 октомври.